# Les Maîtres de l'univers : Le Secret de l'épée
Pour plus de détails, voir Fiche technique et Distribution.
Les Maîtres de l'univers : Le Secret de l'épée (The Secret of the Sword en V.O.) est un long-métrage animé américain distribué par Atlantic Releasing Corporation le 22 mars 1985. Il dure 100 minutes et a été produit par Filmation. Il est sorti en France dans les salles de cinéma le 23 octobre 1985. Il s'agit en fait d'un montage regroupant les cinq premiers épisodes de la série She-Ra, la princesse du pouvoir.

## Synopsis
Grâce à un portail magique, le prince Adam est téléporté sur le monde d'Etheria où il retrouve sa sœur enlevée depuis des années, Adora. Il lui révèle qu'elle détient le secret de la puissance de l'épée magique lui conférant une force surhumaine ainsi que d'autres pouvoirs. Ensemble, ils affrontent La Horde dirigée par Hordak, un vilain aussi dangereux que Skeletor sur Eternia…

## Fiche technique
- Titre original : The Secret of the Sword
- Titre français : Les Maîtres de l'univers : Le Secret de l'épée
- Réalisation : Ed Friedman, Lou Kachivas, Marsh Lamore, Bill Reed et Gwen Wetzler
- Scénario : Bob Forward et Lawrence G. DiTillio
- Musique : Shuki Levy, Haim Saban et Erika Lane Scheimer
- Montage : Robert Crawford
- Graphiste : Connie Schurr
- Supervision de la post-production : Joseph Simon
- Chargé de la production : Joe Mazzuca
- Graphiste : Victoria Brooks
- Supervision des effets visuels : Ashley Lupin
- Producteur exécutif : Lou Scheimer
- Producteur : Arthur H. Nadel
- Compagnies de production : Filmation Associates et Mattel
- Compagnie de distribution : Atlantic Releasing Corporation
- Pays d'origine :  États-Unis
- Langue : Anglais Mono
- Durée : 100 minutes
- Ratio : 1.37:1
- Image : Couleurs
- Laboratoire : CFI
- Négatif : 35 mm
- Format montage : 35 mm
- Genre : Fantasy

## Distribution

### Voix originales
- John Erwin : Prince Adam / Musclor / Le Monstre
- Melendy Britt : Princesse Adora / She-Ra / Catra / Hunga la harpie
- Alan Oppenheimer : Skeletor / Le Maître-d'armes / Cringer / Tigre de combat
- Linda Gary : Tila / Reine Marlena / La Sorcière / Ténébra / Scintilla / Madame Razz
- George DiCenzo : Hordak / Flèchdor
- Erika Scheimer : Reine Angella / Imp
- Lou Scheimer : Roi Randor / Fougor / Sérénia / Mantenna / Troupier de la Horde / Kobra Khan / Dentos / Tri-Klops / Broom / Sprag / Sprocker / Garv le gardien / Barde / Messager / L'ordinateur de la Horde (voix)

### Voix françaises
- Philippe Ogouz : Prince Adam / Musclor (1ère et 2nde VF)
- Francine Lainé : She-Ra / Princesse Adora
- Roger Carel : Hordak
- Pierre Trabaud : Cringer, Mantenna
- Philippe Dumat : Sérénia
- Georges Atlas : Sansor
- Lily Baron: Scorpia
- Albert Augier : Broom
- Jean-Marc Delhausse : Fougor (2nde VF)
- Peppino Capotondi : Skeletor (2nde VF)
- Bruno Mullenaerts : Flèchdor (2nde VF)
- Martin Spinhayer : Cringer (2nde VF)